# Frank Zappa
Frank Zappa (Baltimore, 1940. december 21. – Los Angeles, 1993. december 4.) kétszeres Grammy-díjas amerikai zeneszerző, gitáros, producer és filmrendező. Mintegy harminc évet átfogó pályafutása alatt írt rockzenei, jazz-, elektronikus zenei, nagyzenekari és musique concrète munkákat. Életében mintegy 60 nagylemeze jelent meg (halála után is több mint húsz – eddig), a Mothers of Invention együttessel vagy saját neve alatt.

## Pályakezdése
Frank Vincent Zappa szülei másodgenerációs szicíliai, illetve görög, arab és francia származású amerikaiak voltak. Miután a család Kaliforniába költözött, Frank 12 éves korában a dobolás iránt kezdett érdeklődni: Monterey-ben, egy nyári iskolában zenekari ütősjátékot tanult. Zenei tanulmányai ezenkívül a középiskolában egyfajta fegyelmi büntetésből hallgatott, általa meglehetősen unalmasnak bélyegzett összhangzattan-órákból álltak. Ezzel párhuzamosan már zenekari darabokat kezdett írni zenészekre, zörejekre és magnetofonra, melyek egyetlen előadást értek meg (1962-ben, 22 éves korában), de azt a helyi rádióadó is felvette és sugározta. Ezután dobolt egy Ramblers nevű helyi R&B-bandában, majd Lancasterbe költözésük után megalakította a Black-Outs nevű együttest, melyben fehér és afroamerikai zenészek egyaránt helyet kaptak. 
A kortárs avantgárd zeneszerző, Edgard Varèse Ionisation című zeneműve már korán felkeltette érdeklődését a bonyolult ritmikai kísérletek iránt, és ez az érdeklődés élete végéig elkísérte. Az elektromos gitár is lenyűgözte, R&B-lemezeket kezdett gyűjteni, melyeken gitárszólók voltak hallhatók: Howlin' Wolf, Hubert Sumlin, Muddy Waters, Johnny Guitar Watson és Clarence "Gatemouth" Brown voltak a kedvencei. Ilyen irányú érdeklődését osztálytársa, Don Van Vliet is osztotta, aki később Captain Beefheart néven lett ismert.

## 1960-as évek
1964-ben Zappa, aki akkoriban kamu doo-wop-slágereket és B-kategóriás filmek zenéit komponálta, csatlakozott egy helyi R&B-formációhoz, amit The Soul Giantsnek hívtak, tagjai pedig az énekes Ray Collins, a basszusgitáros Roy Estrada és a dobos Jimmy Carl Black voltak. Nevüket Mothersre változtatta, melyet később lemeztársaságuk, a Verve követelésére változtatták The Mothers of Inventionre. A gitárosok jöttek-mentek, többek között Alice Stuart és Henry Vestine is játszott velük, végül Elliot Ingber csatlakozott hozzájuk.
1966-ban jelent meg a Mothers of Invention nagyszerű, dupla bemutatkozó albuma, a Freak Out!, melynek producere a többek között Cecil Taylor, John Coltrane és Bob Dylan lemezeit is jegyző, afroamerikai Tom Wilson volt. A lemez vad ütőshangszer-szólamokat, vitriolos protest-dalt ("Trouble Every Day") és számos olyan apró részletet (borítószövegek, paródiák, vicces dolgok a csomagolásban) tartalmazott, ami egyből kultuszt teremtett körülöttük. A Mothers zeneileg is képzett együttes volt, Zappa eklektikus és ötletdús képzeletének kifinomult eszköze. Ingber el is hagyta őket még a második album, az Absolutely Free megjelenése előtt, Zappa ideiglenesen Jim Fielderrel helyettesítette, majd együttesét egy második dobossal, Billy Mundival, a billentyűs Don Prestonnal, valamint a szaxofonos Bunk Gardnerrel és Jim Motorhead Sherwooddal bővítette.
Turnék és albumok követték egymást a következő években, utóbbiak közül megemlítendő az Absolutely Free, a (szóló) Lumpy Gravy és a We’re Only in It for the Money, mely a hippivilág és Amerika ezen jelenség által kiváltott reakciójának maró szatírája (eredeti, megjelenés előtt letiltott borítója a The Beatles Sgt. Pepper's Lonely Hearts Club Band című lemezének briliáns paródiája). Az együttes nevezetes Royal Albert Hall-beli fellépését, az eszelős, rockzenében addig nem nagyon hallható, bonyolult hangszerelésű-dallamvezetésű zenéket (Dog Breath, Pound For a Brown, King Kong), a komplett őrületet pedig az Uncle Meat c. lemez örökíti meg, mely többek között az azonos című film dialógusait is tartalmazza. 
Ezzel szöges ellentétben a Cruising with Ruben & the Jets remekbe szabott tiszteletadás a doo-wop-korszaknak. A brit rajongókat különösen a Hot Rats, Zappa szólólemeze hozta lázba, falrengető jazz-rockjával, sistergő gitárszólóival, az extravagáns, és talán máig Zappa legnagyobb "slágerének" számító "Peaches En Regaliá"-val és Captain Beefheart cameoszerepével a "Willie the Pimp"-ben. Ezen korszak hangzását nagyban befolyásolta továbbá "Sugarcane" Harris több lemezen is hallható, bluesos-dögös hegedűjátéka.

## 1970-es évek
Collins 1968-ban elhagyta a zenekart, és a következő év augusztusában a Mothers of Invention véglegesen fel is oszlott, noha még az ő nevük alatt jelent meg a briliáns Burnt Weeny Sandwich, mely tiszteletteljes Stravinsky-paródiát (Igor's Boogie), vicces feldolgozást (WPLJ), mulatságosan elhangolt zenekari darabokat és a fúziós korszakot megelőlegező, nagylélegzetű szólókat egyaránt tartalmazott. Az Uncle Meat és a Hot Rats lemezeket már Zappa saját, Bizarre Records lemeztársasága jelentette meg, mely párjával, a Straight Records-szal együtt további, nagyra értékelt, ám kereskedelmi bukással járó lemezekkel jelentkezett. 
Zappa segítségével jutottak lemezhez olyan alkotók, mint a GTO (azaz Girls Together Outrageously), Larry "Wild Man" Fischer, Alice Cooper és Tim Buckley, de Captain Beefheart alapműnek számító, Zappa produceri munkájával készült Trout Mask Replica lemeze is a Straight Recordsnál jelent meg. Ekkoriban csatlakozott Zappához a 200 Motels című film és három további lemez erejéig Mark Volman és Howard Kaylan (született Kaplan), más néven Flo & Eddie, akik fajsúlyosabb hírnévre vágytak, mint amit az őket híressé tevő korábbi együttesük, a Turtles biztosítani tudott.
Az újra Mothersnek elnevezett együttes további tagjai a következők lettek: George Duke játszott billentyűs hangszereken (és néha harsonán), Ian Underwood zongorán és szaxofonon, Aynsley Dunbar dobolt, Jeff Simmons pedig énekelt és basszusgitározott. Az 1971-ben megjelent Fillmore East-album szándékosan botrányos dolgokat is tartalmazott, amik aztán egyből kiváltották a konzervatív hallgatók kritikáját.
1971 nem bizonyult boldog évnek Zappa számára: december 4-én a Montreux Kaszinóban adott koncertjük során leégett az együttes teljes felszerelése (mely eseményt a Deep Purple is megörökítette Smoke On The Water című szerzeményében), hat nappal később pedig Zappát a londoni Rainbow színházban adott koncertjük során a színpadról a zenekari árokba lökte egy zavarodott hallgatója, minek következtében megsérült a gégéje (így hangja egy tercet mélyült) és a gerince is, ezért majd egy évre tolószékbe kényszerült. 1972 során fantasztikus nagyzenekari-fúziós zenét komponált, mely a Waka/Jawaka és a The Grand Wazoo lemezeken hallható, s melyeken a legjobb nyugati parti stúdiózenészekkel dolgozott. 
A rengeteg zenész turnéztatása jelentős kiadásnövekedést jelentett, így hát "jazztett"-jét elektromosan erősített zenekarra cserélte. Az Over-Nite Sensation fúziós darabokat, érzéki szöveget és sodró ritmusokat hozott, élőben pedig együttese a jazzes szvingnek és a sokrétű, telt hangzású rocknak oly keverékét adta elő, aminek megvalósítására (kortárszenei érdeklődésének is hála) talán csak Zappa lehetett képes. Ennek a korszaknak ragyogó zenésze volt a sokoldalú énekes-fuvolás-szaxofonos-gitáros és minden viccre kapható frontember, Napoleon Murphy Brock; a virtuóz ütőhangszeres, Ruth Underwood; a King Kong-projekt hegedűse, Jean-Luc Ponty; valamint a billentyűs George Duke, akinek jellegzetesen fátyolos énekhangját Zappa fedezte fel és használta ki először. Az Apostrophe(') című lemez Zappát mint mesemondót állította elénk (a Lord Buckley-féle hagyomány örököseként), a címadó szerzeményben pedig Jack Bruce-szal jammelt: a 10. helyig jutott a Billboard listáján 1974-ben. A Roxy & Elsewhere lemez élőben mutatta be ezt a felállást, ördögien bonyolult szerzeményekkel – Echidna's Arf (Of You), Be-Bop Tango –, valamint mindent átható, nagyszerű humorral. A One Size Fits Allon, ezen a némileg alábecsült mestermunkán Zappa különleges, többszólamú textúrákat épített fel. Az Andy című dal a B-filmekben szereplő cowboyokról szól, a Florentine Pogen és az Inca Roads pedig igen összetett és nagyon "zappás" darabok.
1975-ben Captain Beefheart a korábbi nézeteltérések ellenére újra csatlakozott Zappához egy turné erejéig – egyesítette őket az USA kétszáz éves évfordulóján érzett önelégültségétől való undorodás. Az 1976-os Zoot Allures főleg Zappa és akkori dobosa, Terry Bozzio együttműködésére épült, a legtöbb szólamot maga Zappa játszotta fel. Azzal kísérletezett, amit ő maga "xenochronicitás"-nak nevezett (ez egymástól teljesen függetlenül rögzített zenedarabok kombinálását jelenti, ami nem-szinkronizált zenét eredményez), és melynek izgalmas eredménye például a Friendly Little Finger c. szám. A címadó szerzemény koncepciója a gitározás minőségileg új szintre fejlesztése volt (ahogyan azt a The Torture Never Stops orgazmikus jajgatása is eredményezte), míg a Black Napkins Zappa gitárjátékának lett egyedülálló kísérleti terepe. Ma a Zoot Allurest a punkra adott válaszként értelmezik, pedig Zappa valójában a nagyszabású rockbiznisztől határolódott el.
1976-os New York-i koncertjei során őrjöngő közönsége az ördögi találkozásokról és az egyedülállók szórakozóhelyeiről szóló történeteknek, valamint a Brecker fivérek ragyogó virtuozitásának tapsolt (ahogyan az a Zappa in New York lemezen hallható). Ez a lemez Zappának a Warner Brothers Records-szal történő szakítása nyomán látott napvilágot, három további csodálatos, nagyrészt instrumentális albummal együtt, melyek általa "nem engedélyezett" borítókkal jelentek meg (s amiket érdekes módon, a CD-újrakiadáskor Zappa mégis megőrzött): a Studio Tanről, a Sleep Dirtről és az Orchestral Favoritesről van szó. A punkzenétől elszállt rockzenei sajtó nem tudott mit kezdeni a Rózsa Miklós-paródiának felfogható zenével, a fúziós jazz és a képregények világának keresztezésével, a rock 'n' roll hisztéria kigúnyolásával és a huszonegyedik század zenéjének megsejtetésével. Nem zavartatva magát ama ténytől, hogy még mindig hippinek tartják, ami amúgy soha nem volt (már a We’re Only in It for the Money-ben kimondta a végső szót a Szeretet Nyaráról, miközben az még javában tartott!), Zappa folytatta a turnézást.

## 1980-as évek
Gitárjátéka új dimenziók felé nyílt meg: az 1979-es Sheik Yerboutin hallható Yo' Mama megsejtette az elkövetkező extravaganciákat. Ike Willis személyében Zappa megtalálta azt az énekest, aki megértette, hogy az intim érzelmi kötődésnek és az ironikus távolságtartásnak milyen keverékét kívánja, és ezt bőségesen meg is mutathatta a három részes Joe’s Garage lemezen. A 70-es évek közepén a filozófiai elméletek és a zenekari mókák iránt tanúsított érdeklődését a zene fokozódó politikussága váltotta fel. A Tinseltown Rebellion és a You Are What You Is a fundamentalista jobboldal térnyeréséhez fűzött megjegyzéseket, s nem mellesleg olyan nagyszerű zenészek játékát élvezhetjük rajtuk, mint Ruth Underwood méltó utódja, az ütős Ed Mann, a "mindent lejátszó" és Zappa legbonyolultabb zenei elképzeléseit is játszi könnyedséggel kottába író Steve Vai, valamint az énekesként Zappa őrültségeiben méltó társbillentyűsök: Tommy Mars és Robert Martin. 1982-ben sláger lett a Valley Girl, melyben Zappa lánya, Moon Unit a pénzes hollywoodi csemeték beszédmódját parodizálta. 
Ugyanebben az évben egy New York-i koncerten megszervezte Varese zenéjének előadását. A Ship Arriving Too Late to Save a Drowning Witch címadó szerzeménye megmutatta, hogy Zappa nem veszítette el érdeklődését az összetett zenék komponálása iránt, és ezt megerősítette 1983-ban a London Symphony Orchestrával felvett komolyzenekari darabok kiadásának sorozata. 1984-ben különösen termékeny volt: a neves francia zeneszerző, Pierre Boulez Zappa szerzeményeit vezényelte a The Perfect Strangersön, kiadta a Them or Ust, egy olyan rocklemezt, mely tovább fokozta brutálisan inventív gitárjátékának hatását, megjelentette a Thing-Fisht, ezt a "Broadway-musicalt", ami az AIDS-szel, a homofóbiával és a rasszizmussal foglalkozott, továbbá előásott egy Francesco Zappa nevű, tizennyolcadik századi zeneszerzőt, és szerzeményeit synclavierrel rögzítette. A következő évben megjelentetett Does Humor Belong in Music? és a Frank Zappa Meets the Mothers of Prevention az Amerikában erőre kapó cenzúrabizottságok ténykedésére adott hatásos választ. 
A Jazz from Hell synclavierdarabjai a kísérletező kedvű, amerikai származású Conlon Nancarrow gépzongorára írt műveihez állnak közel – ezt Zappa hangminták alkalmazásával és szédítő, "ember által lejátszhatatlan" ritmikai orgiával fejelte meg. Művei 80-as évekbeli áradatából feltétlenül megemlítendő még a Shut Up ’n Play Yer Guitar vakmerő, tripla gitárszólólemez formájában megjelent gyűjteménye, amelyen a hibbantságig szubjektív gitárstílusát a zenei szerkesztés iránti múlhatatlan szenvedélyével ötvözte, s melynek folytatása is akadt a Guitar, valamint a sokáig kiadatlan Trance-Fusion c. lemezek formájában.
Zappa következő hatalmas terve 1988-ban egy 12 tagú együttes formájában öltött testet, mely feldolgozásokat, instrumentális darabokat és új, politikus dalokat játszott (s melynek zenéje a Broadway the Hard Way, a The Best Band You Never Heard in Your Life és a Make a Jazz Noise Here című lemezeken hallható). Három hónapnyi próba után lélegzetelállító erővel és precizitással szóltak, de még az első turné során fel is bomlottak. A retrospektív You Can’t Do That on Stage Anymore sorozat mellett Zappa legnépszerűbb kalózlemezeit is kiadta a Beat the Boots sorozat keretében. Csehszlovákiában, ahol hosszú időn keresztül a kulturális underground hősének számított, az ország Kulturális Nagykövetének nevezték ki. Demszky Gábor meghívására 1991 nyarán a Budapesti Búcsú díszvendége – még ez évben bejelentette, hogy a 92-es amerikai elnökválasztás során független jelöltként indulni kíván (és ezért azonnal halálos fenyegetéseket kapott), de novemberben lánya megerősítette, hogy apja prosztatarákban szenved.

## Utolsó évei
Utolsó éveiben Zappa megtalálta azt a zenekart, mely végre maradéktalanul képes volt megvalósítani mindazon „komolyzenei” elképzeléseit, amiket addigi partnerei csak állandó elégedetlensége mellett tudtak megoldani. A németországi székhelyű, multinacionális Ensemble Modern játéka a The Yellow Shark című, Zappa életében utoljára megjelent lemezen hallható – felszabadult, örömteli játék a halál árnyékában: a koncertsorozat utolsó állomásairól Zappa fokozódó fájdalmai miatt kénytelen volt hazautazni. 1993 májusában, szemmel láthatóan legyengülve az intenzív kemoterápiás kezeléstől bejelentette, hogy gyógyíthatatlan, mivel a kór a csontjait is megtámadta. A Playboynak adott nagyszabású interjújában azért még megemlíti: „nem kezdtem el szomorú zenét írni csak azért, mert hamarosan meghalok.”

## Halála után
Halálával életműve nem zárult le, elég csak a Civilization Phaze III dupla CD-t megemlíteni, mely a szó szoros értelmében 30 éven át készült; legkorábbi hangfelvételei még a 60-as évek végéről származnak, ezeket synclavierre komponált zenedarabok egészítik ki. Mind zeneileg, mind mondandóját tekintve egyfajta összegzésnek tekinthető, hozzátéve, hogy Zappától mi sem állt távolabb, mint a végleges formákba merevülés – nem kétséges: ha élne, újabb döbbenetes gondolatokkal lepné meg nap mint nap a zenei világot. 
1995-ben Gail Zappa hozzájárulásával a Rykodisc kiadó megindította művei újrakiadását. A teljes, több mint 50 albumra rúgó katalógust féltő szeretettel újrakeverték és csomagolták be. A Ryko minden elismerést megérdemel ezért a bátor lépésért. 2003-ban Dweezil Zappa újabb kiadatlan felvételek megjelentetését ígérte, miután "családi levéltárosként" átvette apja pincéjében tárolt anyagait. Már az ő gondozásában jelent meg a Halloween és a QuAUDIOPHILIAc, két audio-DVD – előbbi 5.1 surroundhangzással, utóbbi (30 éves anyag!) a ma is úttörőnek számító kvadrofón kivitelben, méltó tisztelgésül apja minőség iránti elkötelezettsége előtt.
2005 októberében, Dweezil és Ahmet Zappa turnét tervezett apjuk zenei örökségének életben tartására – ezt közelebbről nem részletezett (valószínűleg anyagi) okokból 2006-ra halasztották. Csapatuk a Zappa Plays Zappa turné keretében 2006. május 24-én Budapesten a Petőfi Csarnokban lépett fel (Ahmet nélkül), és azóta is folyamatosan turnézik.

## Díjak és jelölések

### Grammy-jelölések
- „A legjobb férfi rockénekes”, 1980: „Dancin’ Fool” (Sheik Yerbouti);[1]
- „A legjobb instrumentális rockelőadás", 1980: „Rat Tomago” (Sheik Yerbouti);
- „A legjobb rockénekesduó", 1982: „Valley Girl” (Ship Arriving Too Late to Save a Drowning Witch)
- „A legjobb új klasszikus zenei kompozíció”, 1985: a The Perfect Stranger album;
- „A legjobb instrumentális rockelőadás”, 1989: Guitar;
- „Best Musical Cast Show Album”, 1990: Broadway the Hard Way;

### Grammy-díj
- „A legjobb instrumentális rockelőadás”, 1988: Jazz from Hell;
- „A legjobb albumborító – díszdoboz”, 1995: Civilization Phaze III;
- „Grammy életműdíj” (posztumusz), 1997;

### Hall of Fame
- Beiktatás a „Rock ’n’ Roll hírességek csarnokába”, 1994;[2]

### Mások díjai Frank Zappa zenéjével
- „A legjobb instrumentális rockelőadás”, 1993: „Sofa” – Steve Vai („Zappa’s Universe”);
- „A legjobb instrumentális rockelőadás”, 2009: „Peaches”, Zappa Plays Zappa;

## Munkái

### Hanglemezek
- Freak Out! (The Mothers of Invention, 1966)
- Absolutely Free (The Mothers of Invention, 1967)
- We’re Only in It for the Money (The Mothers of Invention, 1968)
- Lumpy Gravy (Frank Zappa, 1968)
- Cruising With Ruben & The Jets (The Mothers of Invention, 1968)
- Uncle Meat (The Mothers of Invention, 1969)
- Hot Rats (Frank Zappa, 1969)
- Burnt Weeny Sandwich (The Mothers of Invention, 1970)
- Weasels Ripped My Flesh (The Mothers of Invention, 1970)
- Chunga’s Revenge (Frank Zappa, 1970)
- Fillmore East, June 1971 (The Mothers, 1971)
- 200 Motels (Frank Zappa, 1971)
- Just Another Band From L.A. (The Mothers, 1972)
- Waka/Jawaka (Frank Zappa, 1972)
- The Grand Wazoo (Frank Zappa & The Mothers, 1972)
- Over-Nite Sensation (Frank Zappa & The Mothers, 1973)
- Apostrophe (’) (Frank Zappa, 1974)
- Roxy & Elsewhere (Frank Zappa & The Mothers, 1974)
- One Size Fits All (Frank Zappa & The Mothers of Invention, 1975)
- Bongo Fury (Zappa / Beefheart & The Mothers, 1975)
- Zoot Allures (Zappa, 1976)
- Zappa in New York (Zappa, 1978)
- Studio Tan (Frank Zappa, 1979)
- Sleep Dirt (Frank Zappa, 1979)
- Sheik Yerbouti (Frank Zappa, 1979)
- Orchestral Favorites (Frank Zappa, 1979)
- Joe’s Garage Act I (Zappa, 1979)
- Joe’s Garage Acts II & III (Zappa, 1979)
- Tinseltown Rebellion (Frank Zappa, 1981)
- Shut Up ’n Play Yer Guitar (Zappa, 1981)
- You Are What You Is (Zappa, 1981)
- Ship Arriving Too Late to Save a Drowning Witch (Zappa, 1982)
- The Man from Utopia (Zappa, 1983)
- Baby Snakes (Frank Zappa, 1983)
- London Symphony Orchestra Vol. I (Zappa, 1983)
- Boulez Conducts Zappa: The Perfect Stranger (Zappa, 1984)
- Francesco Zappa (Frank Zappa, 1984)
- Them or Us (Zappa, 1984)
- Thing-Fish (Zappa, 1984)
- Frank Zappa Meets the Mothers of Prevention (Frank Zappa, 1985)
- Mystery Disc (1985, 1998, Zappa, 1985)
- Does Humor Belong in Music? (Frank Zappa, 1986)
- Jazz from Hell (Frank Zappa, 1986)
- Mystery Disc 2 (Zappa, 1986, 1998))
- London Symphony Orchestra Vol. II (Zappa, 1987)
- Guitar (Frank Zappa, 1988)
- You Can’t Do That on Stage Anymore Vol. 1 (Zappa, 1988)
- Broadway the Hard Way (Frank Zappa)
- You Can’t Do That on Stage Anymore Vol. 2 (Zappa, 1988)
- You Can’t Do That on Stage Anymore Vol. 3 (Zappa, 1989)
- The Best Band You Never Heard in Your Life (Frank Zappa, 1991)
- Make a Jazz Noise Here (Frank Zappa, 1991)
- You Can’t Do That on Stage Anymore Vol. 4 (Zappa, 1991)
- You Can’t Do That on Stage Anymore Vol. 5 (Zappa, 1992)
- You Can’t Do That on Stage Anymore Vol. 6 (Zappa, 1992)
- Playground Psychotics (Frank Zappa & The Mothers of Invention, 1992)
- Ahead Of Their Time (The Mothers of Invention, 1993)
- The Yellow Shark (Zappa, 1993)
- Civilization Phaze III (Frank Zappa, 1994)
- The Lost Episodes (Frank Zappa, 1996)
- Läther (Frank Zappa, 1996)
- Frank Zappa Plays The Music Of Frank Zappa (Frank Zappa, 1996)
- Everything Is Healing Nicely (Zappa, 1999)
- FZ:OZ (Zappa, 2002)
- Halloween (Frank Zappa – Audio DVD, 2003)
- Joe’s Corsage (Zappa, 2004)
- QuAUDIOPHILIAc (Zappa – kvadrofon Audio DVD, 2004)
- Joe’s Domage (Zappa, 2004)
- Joe’s XMASage (Zappa, 2005)
- Imaginary Diseases (Zappa, 2005)
- Trance-Fusion (Zappa Records 2006)
- MOFO (2 CD, Zappa Records 2006)
- MOFO (deluxe) (4 CD, Zappa Records 2006)
- Buffalo (2 CD, Vaulternative, 2007)
- The Dub Room Special! (CD, Zappa Records, 2007)
- Wazoo (2 CD, Vaulternative, 2007)
- One Shot Deal (Zappa Records ZR 20006, 2008)
- Joe’s Menage (Vaulternative Records VR 20081, 2008)
- The Lumpy Money Project/Object, (3 CD, Zappa Records ZR20008, 2009)
- Philly ’76 (2 CD, Vaulternative, 2009)
- Greasy Love Songs (Vaulternative, 2010)
- Hammersmith Odeon, (3 CD, Vaulternative, 2010)
- Feeding The Monkies At Ma Maison, (ZPCD101, 2011)
- Carnegie Hall (4 CD, ZPCD102, 2011)
- Understanding America (2 CD, 2012)
- Road Tapes, Venue #1 (2 CD, 2012)
- Road Tapes, Venue #2 (2 CD, 2013)
- Roxy By Proxy (Zappa Records, 2014)
- Dance Me This (Zappa Records, 2015)

#### Válogatáslemezek
- Mothermania – The Best of The Mothers (1969, The Mothers of Invention)
- Have I Offended Someone? (1997, Frank Zappa)
- Strictly Commercial – The Best of Frank Zappa (1995, Rykodisc)
- Strictly Genteel: A "Classical" Introduction to Frank Zappa (1997, Rykodisc)
- Cheap Thrills (1998, Rykodisc)
- Son Of Cheep Thrills (1999, Rykodisc)
- The Secret Jewel Box: Archives Vol. 2. – FZ Original Recordings (2001, Steve Vai)
- Zappa Picks By Jon Fishman Of Phish (2002)
- Zappa Picks By Larry Lalonde Of Primus (2002)
- The Best Of Frank Zappa (2004, Rykodisc)
- The Frank Zappa AAAFNRAA Birthday Bundle (2006, iTunes/Zappa Records – csak letölthető formátumban)
- The Frank Zappa AAAFNRAAA Birthday Bundle (2008, iTunes/Zappa Records – csak letölthető formátumban)

### Filmek
- 200 Motels – 1971
- Baby Snakes – 1979–1984 – DVD-n megjelent 2003-ban
- The Dub Room Special – 1982 – DVD-n megjelent 2005-ben
- Does Humor Belong in Music? – 1985 – DVD-n megjelent 2003-ban
- Video from Hell – 1987
- True Story of 200 Motels – 1989
- Uncle Meat (The Film) – 1989
- The Amazing Mr. Bickford – 1990
- The Torture Never Stops (DVD) – 2008

### Könyvek
- Them Or Us (The Book) (1984, Barfko Swill, Los Angeles)
- Peter Occhiogrosso – Frank Zappa: Az igazi Frank Zappa könyv (JLX Kiadó, 1991 – eredeti kiadás: The Real Frank Zappa Book, 1989, Poseidon Press, New York)
- Frank Zappa–Peter Occhiogrosso: Az igazi Frank Zappa könyv; JLX, Bp., 2008 (Portré könyvek sorozat)

## Magyar vonatkozások
- 1989-ben jelent meg Frank Zappa – és az Ötlet szülőanyjai címmel Dézsi Csaba András könyve, úttörőként a témában, rengeteg addig nehezen, vagy alig hozzáférhető információval. Nemsokára elkészült Az igazi Frank Zappa könyv, Zappa önéletrajzának magyar fordítása is a JLX kiadó gondozásában – sajnos sok hibával, hiányossággal: az eredeti kiadásnak mintegy egyharmadának elhagyásával.
- 1991-ben Demszky Gábor az első Budapesti Búcsú alkalmával Zappát díszvendégnek hívta meg, aki a Tabánban tartott rendezvényen két szólót játszott, alkalmi zenésztársai Szakcsi Lakatos Béla, Kőszegi Imre, Babos Gyula és Egri János voltak. Majd este fellépett a Tilos az Á-ban a főpolgármester által szervezett zártkörű bulin. A Zappa PONT oldal ismertetője.
- Eötvös Péter 1984-ben, az Ensemble Intercontemporain zenei igazgatójaként ismerkedik meg Zappával (a The Perfect Stranger című lemez felvétele közben), ez a munkakapcsolat az Ensemble Modernnel zajló 1991-es próbák alatt tovább folytatódik: Zappa irányításával, Eötvös Péter vezényletével rögzítik lemezre az ifjúkori példakép, Edgar Varése műveit The Rage and The Fury címmel – ez sajnos a mai napig kiadatlan.
- Eötvös Péter 1993-ban írja Psalm 151 című művét, ami (alcíme szerint) egy rituális megemlékezés és főhajtás Frank Zappa emléke előtt.
- Eötvös Péter Zappa munkáit vezényelte 2000-ben – a program nagyrészt azonos az Ensemble Modern "Greggary Peccary and Other Persuasions" című CD-jének anyagával. Eötvös a CD-felvétel próbáin is közreműködött.
- Zappa nevét az egykori Tilos az Á, ma Zappa Caffe viseli Budapesten a Mikszáth Kálmán téren, zenéjét a 2000-ben alakult Cosmik Debris, a Magyar Frank Zappa Emlékzenekar folyamatosan játssza.
- A 2007-es Őszi Fesztiválon egy 100% Zappa címmel három koncerten mutatták be FZ munkáit: A Modern Art Orchestra big band hangszereléseket adott elő Tom Trapp vezényletével, Mike Keneally és Ed Mann improvizációkat mutatott be FZ témáira, majd a Magyar Rádió Szimfonikus Zenekara adott koncertet Fischer Ádám vezényletével. Bővebb információk a Zappa PONT oldalon.
- Hungarikumok a Zappa Pont oldalon

## Magyar nyelvű irodalom
- Dézsi Csaba András: Frank Zappa és az ötlet szülőanyjai. Sztori 1940–1989 (Győr Megyei Lapkiadó Vállalat, 1989)
- Peter Occhiogrosso – Frank Zappa: Az igazi Frank Zappa könyv (JLX kiadó, 1991)
- Göbölyös N. László: A progresszív rock mai sztárjai (Laude kiadó, 1989)
- Pamela Des Barres: A banda cicája (Magneoton Kft., 1990)
- Zene és irodalom – az Árgus folyóirat Frank Zappa különszáma (XVII. évfolyam, 2006/1-2)
- Neil Slaven: Elektronikus Don Quijote; ford. Ágfalvi Attila, Marosi Bálint, Wolf Péter; Cartaphilus, Bp., 2007 (Legendák élve vagy halva)

### Magyarul
- Zappa PONT – a magyar Frank Zappa honlap
- FZ in Hungary – Zappa Budapesten (emlékoldal)

### Angolul
- www.zappa.com – a hivatalos Frank Zappa honlap
- Information is Not Knowlegde – Zappa hivatalos kiadványain megjelent összes szöveg és a hozzájuk tartozó minden információ
- The Zappa Patio – minden információ az egyes kiadványok közti eltérésekről, Zappa nem hivatalos felvételeiről…
- Kill Ugly Radio – angol nyelvű blog Belgiumból, lemezismertetőkkel, rengeteg információval – 2011-ben beszüntette aktivitását